# Platja de Navia
La platja de Navia està situada en el concejo asturià de Navia . Forma part de la costa occidental d'Astúries, i malgrat no estar emmarcada a la zona coneguda com a paisatge protegit de la costa occidental d'Astúries, presenta catalogació com ZEPA i LIC.
La platja presenta vegetació fins a pràcticament el jaç sorrenc, estant envoltada de pinedes i eucaliptals, i a més existeix un llac que és conegut com a "Vega de Arenas".
Aquesta platja està situada a un quilòmetre de la vila i té una longitud de tres-cents cinquanta-tres metres. Compta amb serveis de socorrisme, senyalització de perill i gran aparcament, així com de pràcticament tota mena de serveis, com a lavabos, dutxes, restaurants, bars i ocasionalment quiosquets i de zona infantil.